# Messier 32
Messier 32 (také M32 nebo NGC 221) je trpasličí eliptická galaxie v souhvězdí Andromedy, satelitní galaxie známé M31. Zdánlivou hvězdnou velikost má +8,1m a od Země je vzdálená okolo 2,9 milionu ly. Galaxii objevil Guillaume Le Gentil 29. října 1749.

## Pozorování
M32 je možné snadno najít 24' jižně od jádra M31 i větším triedrem nebo malým dalekohledem. Ve středně velkém dalekohledu vypadá jako jasná mírně eliptická mlhavá skvrna.

## Vlastnosti
Největší průměr galaxie je 8 000 světelných let a hmotnost 3 miliardy hmot Slunce. Její úhlové rozměry jsou 8,5' x 6,5'.
Tato galaxie je typickým představitelem skupiny kompaktních eliptických galaxií (označení cE). Polovina počtu hvězd je zhuštěných v poloměru pouhých 100 parseků.
Nahuštění hvězd se směrem k jádru galaxie strmě zvyšuje a v nejhustější středové oblasti rozlišené Hubbleovým vesmírným dalekohledem přesahuje hodnotu 3 × 107 {\displaystyle M_{\odot }}.pc−3.
Jak je u eliptických galaxií běžné, také M32 obsahuje převážně starší méně jasné červené a žluté hvězdy a v podstatě jí nezůstal žádný prach a plyn, ze kterého by se mohly tvořit nové hvězdy.
Přesto ovšem vykazuje známky tvorby hvězd v poměrně nedávné minulosti.

## Vývoj galaxie
Stavba galaxie a složení jejích hvězd je obtížné vysvětlit běžnými modely vzniku galaxií. Teoretické diskuse
a některé simulace naznačují, že silná slapová síla galaxie M31 může přetvořit spirální galaxii na kompaktní eliptickou galaxii. Při průchodu malé spirální galaxie středovou oblastí M31 ztratí malá spirální galaxie většinu svých vnějších vrstev, ale galaktická výduť je ovlivněna mnohem méně a zachová si svůj tvar. Slapové síly zároveň spustí překotnou tvorbu hvězd v jejím jádru a výsledkem je vysoká hustota hvězd pozorovaná v M32.
M32 má také prokazatelný vnější disk.
Simulace z roku 2014 ukázaly, že nesoustředný průchod M32 diskem M31 před 800 miliony lety může vysvětlit pokřivený tvar tohoto disku.
Ovšem tento jev nastává pouze při prvním průchodu diskem, zatímco ke slapovému přetvoření obyčejné trpasličí galaxie do stavu, ve kterém se nachází M32, je zapotřebí mnoho takových oběhů. Pozorované barvy a populace hvězd ve vnějších oblastech M32 se liší od hvězd v halu M31,
což naznačuje, že to nejsou hvězdy odtržené od M32 slapovými silami. Tyto okolnosti tedy napovídají o tom, že M32 byla již dříve kompaktní galaxií a i později si zachovala většinu svých hvězd. Přinejmenším jedna podobná cE galaxie byla nalezena osamocená bez společníka, který by ji mohl o vnější hvězdy obrat.

## Měření vzdálenosti
Pro změření vzdálenosti M32 byly použity přinejmenším dva způsoby. Infračerveným měřením kolísání plošné jasnosti se odhaduje vzdálenost spirálních galaxií na základě zrnitosti vzhledu jejich výdutě. Vzdálenost M32 získaná tímto způsobem je 2,46 ± 0,09 milionů ly (755 ± 28 kpc).
Přitom je M32 tak blízko, že lze k odhadu její vzdálenosti použít metody hledání odbočky z hlavní posloupnosti k větvi červených obrů (tip of the red giant branch - TRGB). Touto metodou byla vzdálenost M32 určena na 2,51 ± 0,13 milionů ly (770 ± 40 kpc).
Je i několik dalších důvodů k předpokladu, že se M32 nachází blíže k Zemi než M31. Její hvězdy a planetární mlhoviny nevykazují známky zastínění nebo zčervenání prachem nebo plynem v popředí.
Jednou bylo dokonce pozorováno gravitační mikročočkování M31 hvězdou v M32.

## Černá díra
Uprostřed M32 sídlí obří černá díra, jejíž hmotnost se odhaduje na 1,5 až 5 milionů {\displaystyle M_{\odot }}.
Slabé rádiové a rentgenové záření vycházející ze středu této galaxie je zřejmě způsobeno akrecí plynu na černou díru a zdroj tohoto záření se označuje M32* (podobně jako Sagittarius A*).